# Michael Krowas

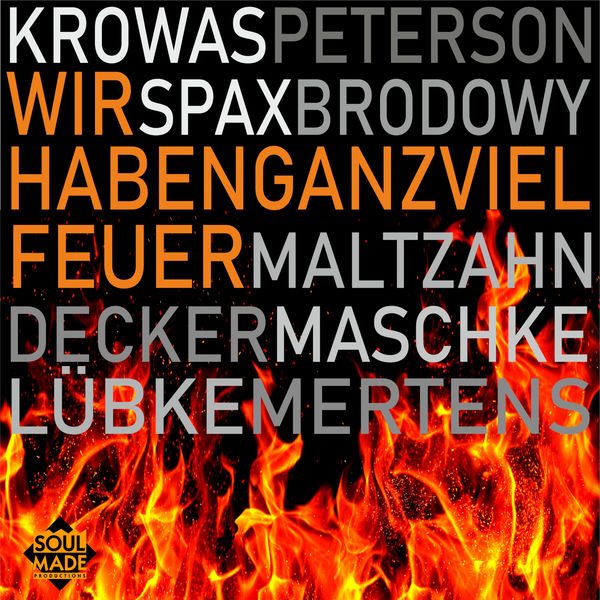
Cover für „Wir haben ganz viel Feuer“

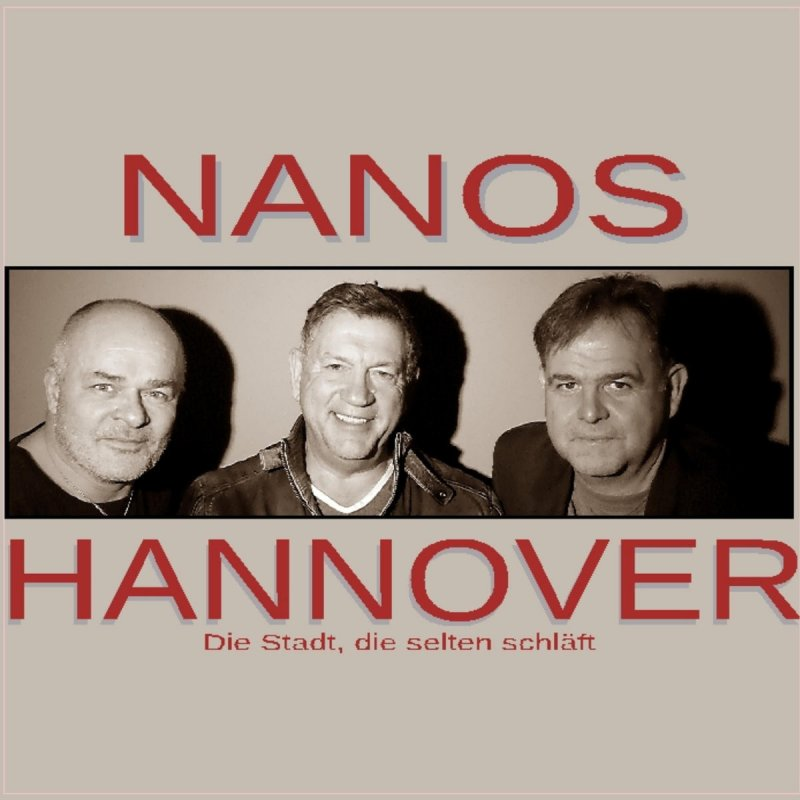
Cover für „Hannover – Die Stadt, die selten schläft“

Michael Krowas (* 1. Mai 1963 in Hannover) ist ein deutscher Autor, Sänger, Synchronsprecher und Schauspieler.

## Leben und Wirken
Krowas nahm am ersten „Modellversuch Popularmusik“ (Popkurs) der Hochschule für Musik und darstellende Kunst Hamburg (heute Hochschule für Musik und Theater Hamburg) teil. Später arbeitete er als Sänger für u. a. Knut Kiesewetter, Lorenz Westphal (Lonzo), Jens Krause und André Bauer. 1988 gewann er mit der Band „Joy & Pain“ das Hamburger Hörfest.
Unter dem Pseudonym Mikle Ross veröffentlichte er drei Titel – Julia Cries, I wanna be with you und I don’t need a dream tonight, bei Dino entertainment. Produzent war jeweils Hanz Marathon. Unter dem Pseudonym „Max B.“ veröffentlichte er 1989 bei Koch Records die Single When Angels Come Down (Produzenten Hanz Marathon und CC Behrens).
Gemeinsam mit Michael Bartel (1959–2019) schrieb er den Song für Das Werner-Rennen Wir setzen auf Werner. Dieser brachte der Band „Bartel und die Pappnasen“ allerdings nicht den erhofften Erfolg, weil kurz danach die Band „Torfrock“ mit „Beinhart“, dem Titelsong der ersten Werner-Comicverfilmung Werner – Beinhart! die Charts eroberte.
Von 1988 bis 1990 moderierte er gemeinsam mit Lou Richter und Katja Seka die ARD-Fernsehlotterie „Carlot“.
1999 synchronisierte Krowas die Hauptrolle in der deutschen Fassung des Adventure-Games Discworld Noir des britischen Autors Terry Pratchett. Die Rolle von Detektiv Luton war damals die bis dato größte einzusprechende Einzelrolle in einem Computerspiel, die Aufnahmeregie führte Antje Roosch.
Weitere Games: 
| Star Wars: The Old Republic - Knights of the Fallen Empire (2015, Windows) |
| Star Wars: The Old Republic - Shadow of Revan (2014, Windows)              |
| Watch_Dogs (2014, Windows)                                                 |
| Star Wars: The Old Republic - Galactic Starfighter (2013, Windows)         |
| Star Wars: The Old Republic - Rise of the Hutt Cartel (2013, Windows)      |
| Of Orcs and Men (2012, Xbox 360)                                           |
| Star Wars: The Old Republic (2011, Windows)                                |
| Medal of Honor: European Assault (2005, PlayStation 2)                     |
| Mortadelo y Filemón: Una Aventura de Cine (2004, Windows)                  |
| Augustus: Im Auftrag des Kaisers (2004, Windows)                           |
| Wanted: A Wild Western Adventure (2003, Windows)                           |
| Broken Sword: The Sleeping Dragon (2003, Xbox)                             |
| Imperium Galactica II: Alliances (1999, Windows)                           |
| Discworld Noir (1999, Windows)                                             |
| Lands of Lore III (1999, Windows)                                          |

Weitere Synchronrollen: Markus Schenkenberg in V. I. P. – Die Bodyguards, John Fiore als Gigi Cestone in Die Sopranos, Sesamstraße, Michael Dorn in Pretender. Er schrieb u. a. das Synchronbuch für den Film „Girls in the city“; dort sprach er die Rolle von Bruce Greenwood.
2015 schrieb Krowas gemeinsam mit Claus-Dieter Schacht für die Band NANOS die Hannover-Hymne „Die Stadt, die selten schläft“.
Krowas’ Konzeptprojekt „Have yourself a jazzy little christmas“ spielt er gemeinsam mit dem Bassisten Hervé Jeanne, Thomas Zander (Saxophon), Helge Adam (Keyboard) sowie Dieter „Zipper“ Schmigelok (Schlagzeug) zur Weihnachtszeit an unterschiedlichen Orten.
Krowas komponiert und textet häufig mit dem österreichischen Produzenten Kai Peterson zusammen. Seit 2020 werden seine Songs auf Petersons Label Soul Made veröffentlicht. Einer davon, „Wir haben ganz viel Feuer“, ist eine Coverversion von Billy Joels We Didn’t Start the Fire und beschreibt die Situation der Kulturschaffenden in Hannover während der Corona-Pandemie.
Im Musical „Hexenhammer“ des Komponisten und Produzenten Jörg-Rafael Heim singt Krowas die Rolle des Chefinquisitors Ignatius. Die Premiere ist für 2025 im Braunschweiger Staatstheater geplant.

## Bücher
- Mehr Mimimi, 2025, ISBN 979-8-2977-5603-8
- als Herausgeber: Gustav Rottmann: Psycho Porno, 2023, ISBN 979-837411050-0
- Paul und die traurige Spinne. 2020, ISBN 979-8-5708-0627-6
- mit Liane Hauburg: Mimimi. 2019, ISBN 978-1-9833-2038-5
- Paul und die erschöpften Schafe. 2018, ISBN 978-1-9832-5335-5
- Eddi – einer von uns. Steffi Röttger (Illustrator), Wolfgang Sick (Mitwirkender), Peppermint-Park. 2016, ISBN 978-3-9816273-0-5
- Kuntze! oder Der Deal. 2000, ISBN 978-3-8311-0475-8

## Musik
- Winterstadt, 2025, mit Ribana Meier, Thomas Zander, Helge Adam
- All the years, LP,  2025
- Sommer '89 (Der Schneemann), 2024, mit Thomas Zander
- Das Spiel ist aus, 2024, mit Miu, Tom Freitag
- I don't want to wait, 2024
- Cool Christmas, 2023
- I don't wanna live without you, 2023
- Vielleicht, 2023
- Saturday Night, 2022
- Sailing, 2021, mit Milena Hoge
- A Song For You, 2021
- Nach Vorne, 2021
- The Dream Is Over, 2021, mit Penny Simms
- The Brighter Side, 2021
- Nur ein Märchen, 2021
- Bis der Ozean brennt, 2021
- Old and Blue, 2021
- Nach Norden, 2021, mit Claudia Dechand
- Immer mehr, 2020, mit Ronja Maltzahn
- Et maintenant, 2020
- Purple Rain, 2020, mit Kai Peterson, Thomas Zander
- Wir haben ganz viel Feuer, 2020, mit verschiedenen Interpreten
- Hannover (Die Stadt, die selten schläft), 2015, mit Nanos
- Der Fönig, 2006
- Don't think twice, it's allright, 2005
- So hot, als Mikle Ross, 1994
- I don’t need a dream tonight, als Mikle Ross, 1993
- I wanna be with you, als Mikle Ross, 1992
- Julia Cries, als Mikle Ross, 1991
- When Angels come down, als Max B., 1990
- ...und Gedöns, mit Bartel und die Pappnasen, 1989
- Step by Step, mit Joy and Pain, 1988
- Wir setzen auf Werner, mit Bartel und die Pappnasen, 1988
- Die Mathearbeit, 1978

## Belege
1. ↑  Elmar Lampson: Grußwort des Präsidenten der Hochschule für Musik und Theater Hamburg. In: Musikgeschichten - Vermittlungsformen. Böhlau Verlag, Köln 2010, ISBN 978-3-412-20625-3, S. 11–12, doi:10.7788/boehlau.9783412213275.11.
2. ↑  hörfest. In: Chronik der ARD. Abgerufen am 11. Juli 2019.
3. ↑  Mikle Ross, auf discogs.com, abgerufen am 8. Juli 2019
4. ↑  Marathon Music – Hanz Marathon – Musikproduktion – Livelooping – Unterricht. Abgerufen am 22. Juli 2019.
5. ↑  Max B (6) – When Angels Come Down. discogs.com; abgerufen am 8. Juli 2019
6. ↑  Fritz Feger: Gute Reise! Nachruf auf Michael Bartel. Abgerufen am 10. Juli 2019.
7. ↑  Michael Krowas Wir Setzen Auf Werner, auf soundcloud.com
8. ↑  Detektiv Luton
9. ↑  Die Stadt, die selten schläft
 Hannover (Die Stadt, die selten schläft). Abgerufen am 22. Juli 2019.
10. ↑  Michael Krowas: Krowas & Friends - Have Yourself A Jazzy Little Christmas 2017. In: Soundcloud. 13. Dezember 2017, abgerufen am 20. Juli 2019.
11. ↑  Konzerte mit „Krowas & friends“: Have Yourself a Jazzy Little Christmas!, auf radio-aktiv.de, abgerufen am 4. Oktober 2023
12. ↑  Wir haben ganz viel Feuer
13. ↑  Hexenhammer
Hexenhammer
14. ↑  Jörg-Rafael Heim
15. ↑  Braunschweiger Staatstheater

| Personendaten    | Personendaten                                       |
| ---------------- | --------------------------------------------------- |
| NAME             | Krowas, Michael                                     |
| KURZBESCHREIBUNG | deutscher Sänger, Synchronsprecher und Schauspieler |
| GEBURTSDATUM     | 1. Mai 1963                                         |
| GEBURTSORT       | Hannover                                            |